# 德尔雷比奇
德尔雷比奇是美国佛罗里达州下属的一座城市。建立于1911年。面积约 为41.2平方公里（约合15.9平方英里）。根据2010年美国人口普查，该市有人口60,522人。论人口在本州排行第 37。
该地于1993年开始举办属于ATP巡回赛之一的德尔雷比奇网球公开赛。